# Susilo Bambang Yudhoyono

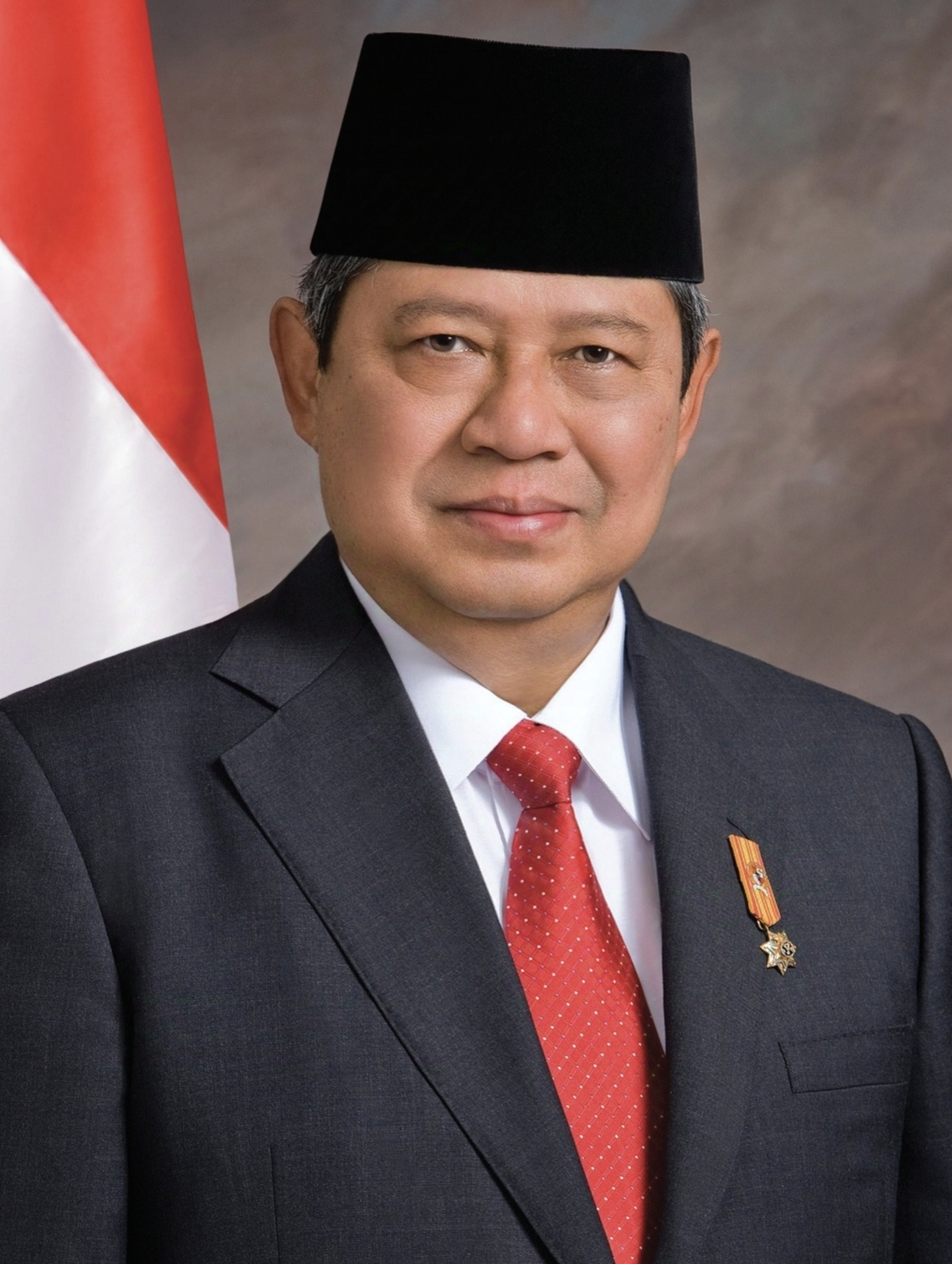
Susilo Bambang Yudhoyono (2009)

Susilo Bambang Yudhoyono (* 9. September 1949 in Pacitan, Ostjava) ist ein indonesischer Politiker und war von Oktober 2004 bis Oktober 2014 Staatspräsident seines Landes. Yudhoyono trägt den Spitznamen „denkender General“. In den Medien, aber auch im Volksmund, wird Susilo Bambang Yudhoyono auch mit SBY abgekürzt.

## Familie
Susilo Bambang Yudhoyono stammt aus einer Offiziersfamilie. Sein Vater war ein Leutnant im Ruhestand. 1973 heiratete er Kristiani (Ani) Herrawati, die Tochter des damaligen Obersts und späteren Generals Sarwo Edhie, der als Kommandant der Red Berrets 1969 im Rahmen des Act of Free Choice Operationen in Irian Jaya durchgeführt hatte.

## Militärdienst

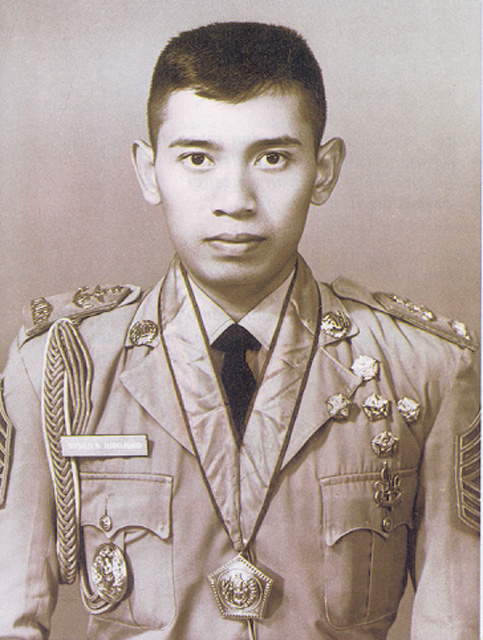
Cadet First Sergeant Major („Sersan Mayor Satu Taruna“) Yudhoyono (1973)

Im Jahr 1973 schloss Yudhoyono die Militärakademie der indonesischen Armee ab und wurde im Laufe seiner Karriere Vier-Sterne-General. 1975 war er an der Invasion von Osttimor (Operation Seroja) beteiligt. Später war er Kommandeur des in Dili stationierten Infanteriebataillon 744 (1986–1988). In den 1980ern unterrichtete er am Army Staff Command College (Seskoad). Susilo Bambang Yudhoyono arbeitete weltweit als militärischer Beobachter, so in Bosnien-Herzegowina (1995/96) und Mitte der 1990er beim Territorialkommando in Jakarta und Südsumatra (Pangdam II/ Sriwijaya). 1997 wurde er Chief of the Armed Forces Social and Political Affairs Staff (Kassospol Abri). Dazwischen absolvierte er Militärkurse in den Vereinigten Staaten und Europa und erwarb einen MA für Geschäftsführung an der Webster University. Während der Operation Donner in Osttimor war Susilo Bambang Yudhoyono als Generalleutnant Militärchef für territoriale Angelegenheiten, weswegen ihm von Kritikern zumindest eine Mitverantwortung für die Gewaltwelle zugeschrieben wird, der etwa 3000 Menschen zum Opfer fielen. Nach dem Abzug der Indonesier aus Osttimor verteidigte er die Menschenrechtsverletzungen während der Besatzung als nicht so schlimm, im Vergleich zu den Geschehnissen in Ruanda, Bosnien-Herzegowina oder in Nazideutschland. Er sprach von einer „Verschwörung, einer internationalen Bewegung, (…) die Indonesien mit diesen Geschehnissen ins Abseits drängen will.“

## Minister
Im Kabinett von Abdurrahman Wahid wurde Susilo Bambang Yudhoyono im Oktober 1999 zum Bergbauminister ernannt. Im August 2000 wurde er koordinierender Minister für Politik und Sicherheit. Unter internationalem Druck übernahm er die Verantwortung für die Ermordung westlicher Entwicklungshelfer in Westtimor durch aus Osttimor stammende pro-indonesische Milizen im darauffolgenden Monat. Nachdem er zunächst deren Existenz bestritten hatte, sorgte Susilo Bambang Yudhoyono für die Entwaffnung der Milizen. Am 1. April 2000 zog sich Susilo Bambang Yudhoyono aus dem aktiven Militärdienst zurück.
Bis März 2004 blieb er koordinierender Minister für Politik und Sicherheit im Kabinett von Präsidentin Megawati Sukarnoputri.

## Präsidentschaft
2004 setzte sich Yudhoyono bei der ersten Direktwahl zum indonesischen Präsidenten im zweiten Wahlgang gegen Megawati Sukarnoputri durch. Dabei wurde er von drei Parteien unterstützt, unter anderem der von ihm gegründeten Demokratischen Partei.
Bei der am 8. Juli 2009 stattgefundenen zweiten Direktwahl für den indonesischen Präsidenten setzte er sich schon im ersten Wahlgang gegen seine Gegenkandidaten, die vormalige Präsidentin Megawati Sukarnoputri und seinen gegen ihn kandidierenden Vizepräsidenten Jusuf Kalla von der einflussreichen Golkar deutlich durch. Nachdem Vizepräsident Kalla gegen ihn angetreten war, trat Susilo Bambang Yudhoyono mit dem neuen Vizepräsidentenkandidat Boediono, dem vormaligen Gouverneur der Bank Indonesia an.
Während Yudhoyonos Amtszeit nahm die Zahl der Übergriffe sunnitischer Muslime auf religiöse Minderheiten zu. Das Wirtschaftswachstum, das in seiner ersten Amtszeit um 6 % pro Jahr betragen hatte, schwächte sich leicht ab, die wirtschaftliche Entwicklung blieb aber insgesamt positiv.

## Auszeichnungen
- Grand Collar des Ordem de Timor-Leste (2012)[3]
- Champions of Earth Award (2014)
- Companion des Order of Australia
- Honorary Knight Grand Cross des Order of the Bath

## Veröffentlichungen
- Transforming Indonesia : Selected international Speeches, Buana Ilmu Populer, Jakarta 2005, ISBN 979-694-876-1
- Indonesia on the Move: Selected Speeches and Articles by the President of the Republic of Indonesia, Bhuana Ilmu Populer, Jakarta 2006, ISBN 979-798-171-1
- Indonesia Unggul, 2008

### Musik
Yudhoyono ist leidenschaftlicher Hobbymusiker, schon in seiner Jugend war er Mitglied einer Band. Während der Zeit seiner Präsidentschaft veröffentlichte er mittlerweile drei CDs mit Liebesballaden und religiösen Liedern. Obwohl er dafür bekannt ist, bei Wahlkampfauftritten auch zu singen, ist er selbst auf den CDs nicht zu hören. Obwohl er alle Lieder seiner CDs selbst getextet und komponiert hat, überlässt er die Gesangsparts regelmäßig bekannten indonesischen Musikern.